# NEXT (moteur ionique)
Pour les articles homonymes, voir Next.

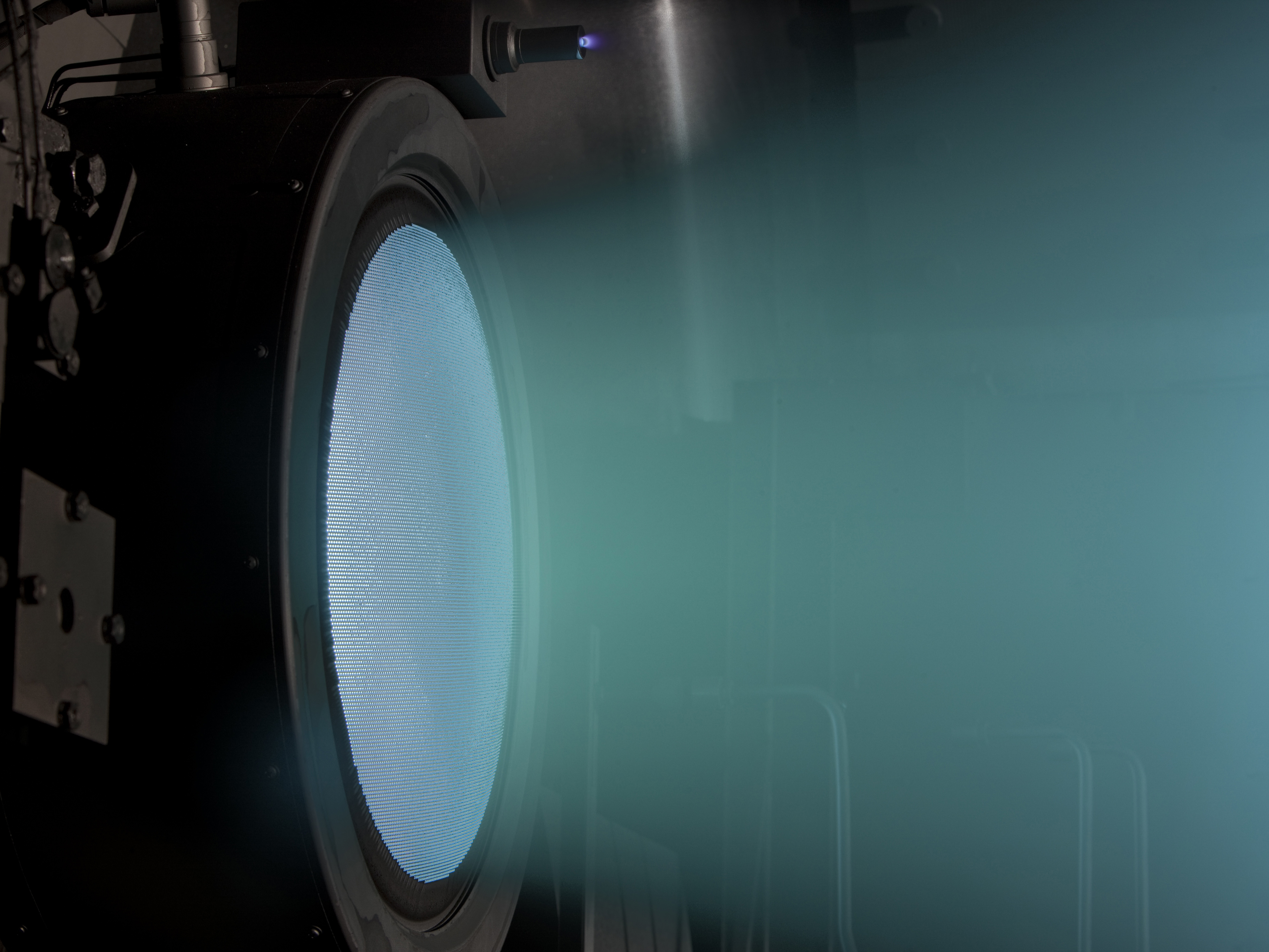
Test du moteur NEXT dans une chambre à vide

NEXT acronyme de NASA Evolutionary Xenon Thruster est un moteur ionique à grilles   développé dans les années 2000 par le Centre de recherche Glenn de la NASA. NEXT représente une avancée significative par rapport au moteur ionique NSTAR de la génération précédente utilisé pour propulser les sondes spatiales Deep Space 1 et Dawn. La poussée maximale atteint 0,236 newton (contre 0,092), l'impulsion spécifique 4100 secondes (contre 3100) et le rendement 70% (contre 61%) avec une masse allégée de manière significative. 
En 2013 le moteur a atteint une durée de fonctionnement cumulée de 50 000 heures sur banc d'essais. Sa première utilisation opérationnelle pourrait avoir lieu dans le cadre de la mission du programme Discovery lancée en 2021 ou le prochain orbiteur martien de la NASA Mars 2022 orbiter lancé en 2022.

## Historique
Le projet NEXT a débuté en 2002 avec l'objectif de développer un   moteur ionique à grilles d'une puissance de 7 kW utilisant comme ergol du xénon pour de futures missions d'exploration du système solaire par des sondes spatiales. Après une première phase de spécifications un premier prototype a été livré par la société Aerojet en 2006.  En 2013 un prototype atteint 48 000 heures de fonctionnement dans une chambre à vide du centre de recherche Glenn sur une période de 5 ans et demi consommant 870 kg de xénon. 

## Caractéristiques techniques
NEXT, comme tous les  moteurs ioniques à grilles, utilise l'énergie électrique produite par des panneaux solaires pour accélérer les ions du carburant utilisé. Cette technique permet d'atteindre un rendement 10 fois plus élevé que dans les moteurs classiques mais la poussée est très faible. NEXT utilise de manière classique du xénon. Le moteur d'une puissance de décharge comprise entre 0,54 et 6,9 kW émet un faisceau d'ions d'un diamètre de 36 cm et utilise 2 grilles pour diffuser les ions. L'intensité atteint 3,52 ampères. L'impulsion spécifique maximale est de 4 170 secondes lorsque la poussée atteint 236 millinewton. Le moteur est conçu pour pouvoir éjecter 300 kg de xénon (1,23x107N-s) mais est qualifié pour 450 kg et dispose d'un potentiel pour 750 kg.
| Caractéristique                          | NEXT    | NSTAR     |
| ---------------------------------------- | ------- | --------- |
| Puissance de décharge (kW)               | 0,5-6,9 | 0,5 - 2,3 |
| Rapport puissance max/min                | > 12,1  | 4,1       |
| Impulsion spécifique maximale (secondes) | > 4100  | > 3100    |
| Poussée maximale (millinewtons)          | 236     | 92        |
| Rendement maximal du moteur              | > 70%   | > 61%     |
| Débit total (kg)                         | > 300   | 157       |
| Poids spécifique du propulseur kg/kW     | 1,8     | 3,6       |

## Mise en œuvre
En avril 2016 la NASA a passé d'un modèle ingénierie du moteur NEXT à la société Aerojet avec la possibilité d'exercer une option pour la commande de 4 modèles de vol. Le contrat représente une somme de 67 millions US$. 
La NASA propose le moteur NEXT pour la mission du programme Discovery qui devrait être lancée en 2021. Elle propose également le propulseur ionique pour le projet d'orbiteur martien Mars 2022 orbiter à l'étude en 2016. Cette sonde spatiale utiliserait  deux moteurs ioniques NEXT-C (dont un de rechange)  permettant un changement de vitesse total en cours de vie de 14 km/s (nouveau record). Les panneaux solaires fourniraient 20 kW au niveau de l'orbite martienne. Le moteur propulsera la mission Double Asteroid Redirection Test (DART) dont l'objectif est de tester le recours à un engin de type impacteur pour dévier un astéroïde  susceptible de frapper la Terre. Son lancement est prévu en 2021..

### Sources
- (en) Michael J. Patterson et Scott W. Benson « NEXT Ion Propulsion System Development Status and Performance » (8 - 11 juillet 2007)  (lire en ligne)
—43rd AIAA/ASME/SAE/ASEE Joint Propulsion Conference & Exhibit
- (en) Eric J. Pencil et al. « Overview of NASA's Electric Propulsion Devellopment Activities for Robotic Science Missions » (11-15 septembre 2011)  (lire en ligne)
—32 nd International Electric Propulsion Conference